# Конаныхина, Анна Александровна
Анна Александровна Конаныхина (род. 10 сентября 2004, Санкт-Петербург) — российская прыгунья в воду.

## Биография
Родилась 10 сентября 2004 года в Санкт-Петербурге. Мать — Татьяна Конаныхина. Отец — Александр Конаныхин. Воспитанница спортивной школы олимпийского резерва по водным видам спорта «Невская волна» и тренера Светланы Сергеевны Леонтьевской. Выступала в паре с Яной Сатиной, Марией Бруенок и Ульяной Манаенковой. На данный момент[какой?] прыгает в паре с Юлией Тимошининой. Участница Кубка мира 2021 года в Токио, где стала девятой в финале прыжков с вышки 10 м с результатом 291,75, завоевав также олимпийскую лицензию. Вошла в состав сборной России на чемпионат Европы по водным видам спорта 2021 в Будапеште. Чемпионка Европы 2021 года. Серебряный призер Суперфинала Кубка мира по прыжкам в воду 2025 года в синхронных прыжках с 10 метровой вышки. Бронзовый призёр чемпионата мира, бронзовый призёр первого этапа Кубка мира 2025 года в синхронных прыжках с 10 метровой вышки. Победительница первенства мира 2021 года в синхронных прыжках с Екатериной Беляевой. Многократная победительница Чемпионатов и Кубков России.
Победительница Кубка России в прыжках с вышки 2021 года. Чемпионка России по прыжкам в воду с вышки 2021 года. Участница летних Олимпийских игр в Токио. Победительница Кубка России в синхронных прыжках в паре с Александром Бондарем 2022 года. Член сборной России по прыжкам в воду.
В мае 2021 года на чемпионат Европы, который состоялся в Будапеште, в прыжках с вышки завоевала золотую медаль.
В 2025 году на чемпионате мира в Сингапуре в смешанной паре с Александром Бондарем в прыжках с вышке в статусе нейтрального атлета завоевала бронзовую медаль.